# Jobourg
Jobourg là một xã thuộc tỉnh Manche trong vùng Normandie tây bắc nước Pháp. Xã này nằm ở khu vực có độ cao từ 0-128 mét trên mực nước biển.
Jobourg có bãi biển đẹp, bãi Baie d'Écalgrain.